# Edward Sloman
Edward Sloman (Londen, 19 juli 1886 – Woodland Hills, Los Angeles, 29 september 1972) was een Engelse filmregisseur, acteur, scenarioschrijver en radiomaker gedurende het stommefilmtijdperk. Sloman regisseerde meer dan honderd films en acteerde in nog eens dertig films tussen 1913 en 1938.

## Gedeeltelijke filmografie (als regisseur)
- The Sequel to the Diamond from the Sky (1916)

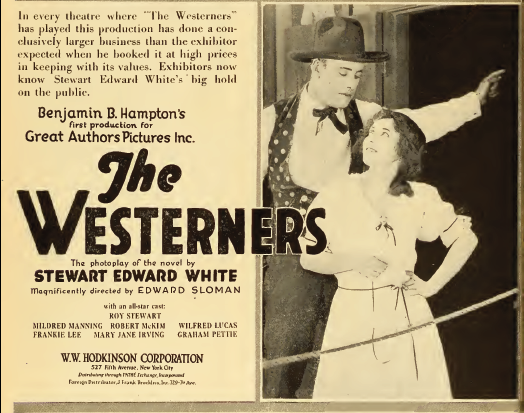
The Westerners (1919)
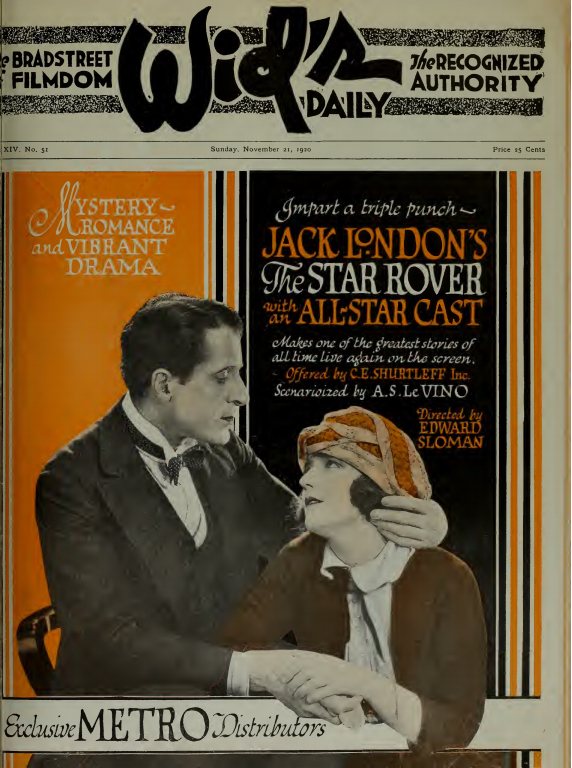
The Star Rover (1920)
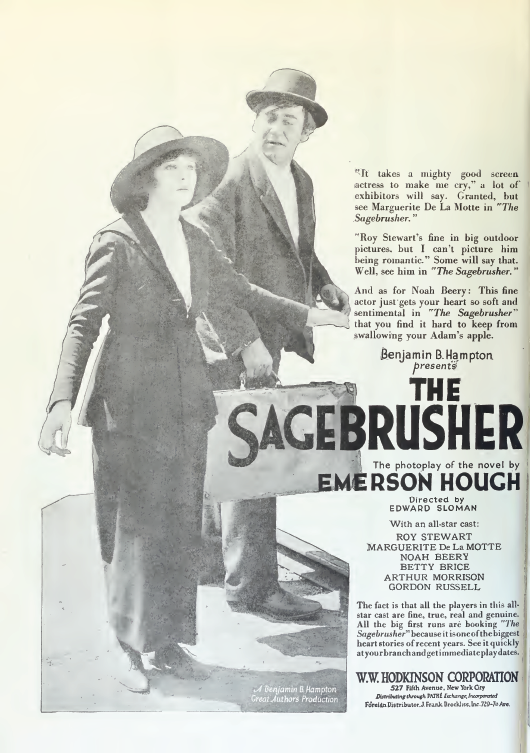
The Sagebrusher (1920)
- His People (1925)
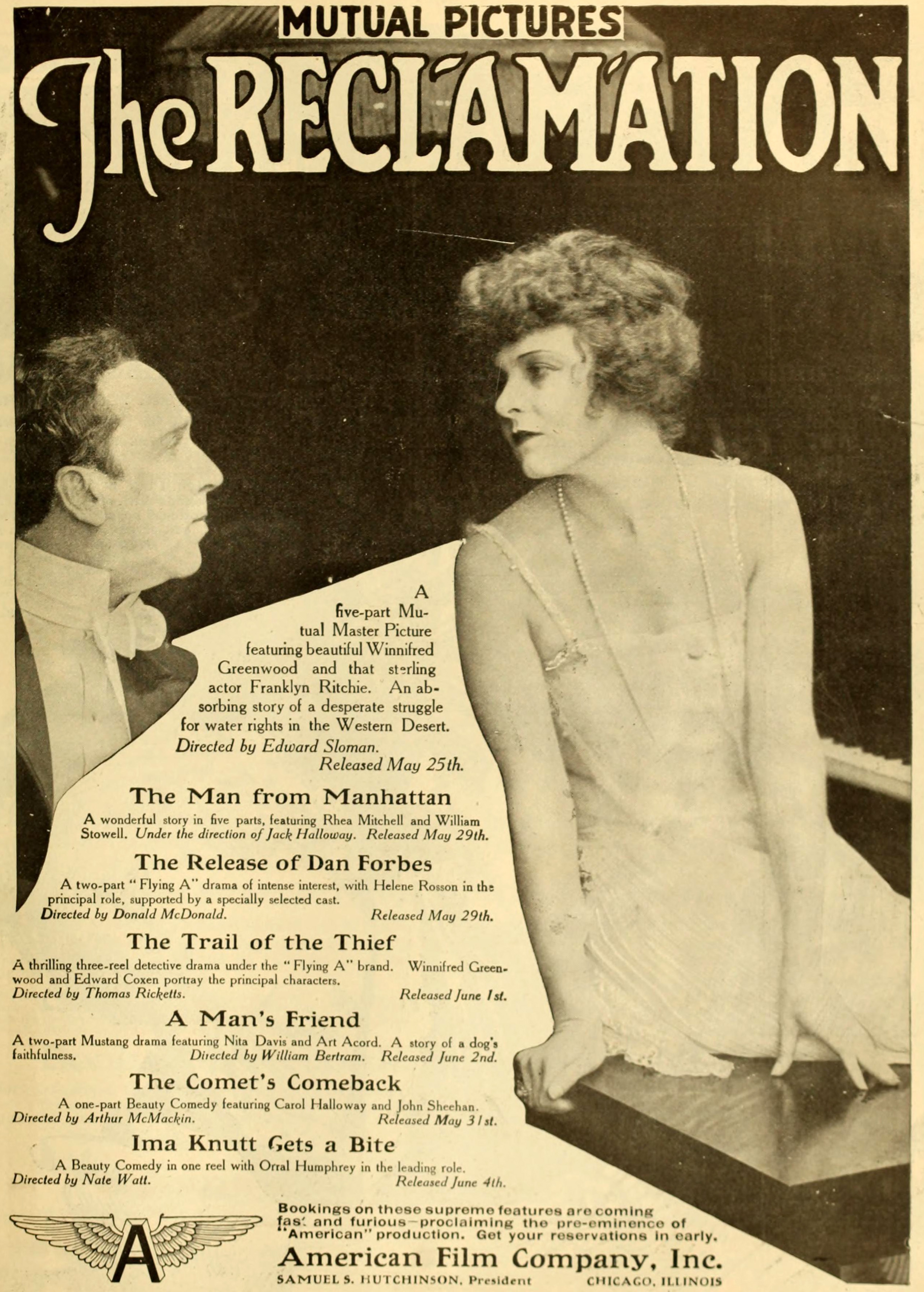
The Old Soak (1926)
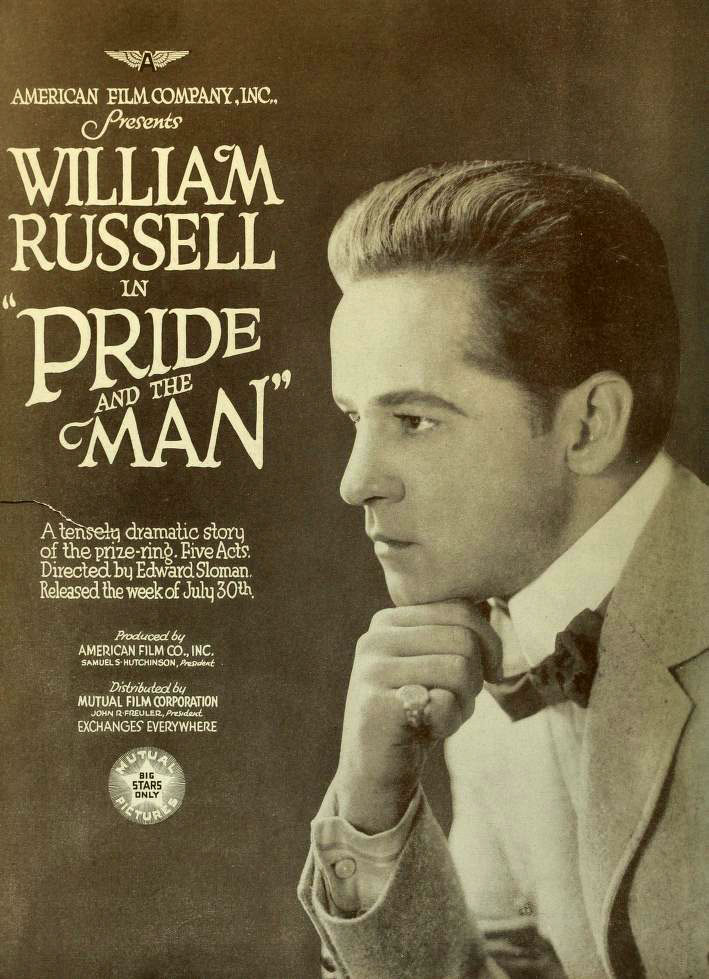
Pride and the Man

- Surrender (1927)
- Alias the Deacon (1927)
- The Foreign Legion (1928)
- We Americans (1928)
- Girl on the Barge (1929)
- The Lost Zeppelin (1929)
- Hell's Island (1930)
- The Kibitzer (1930)
- The Conquering Horde (1931)
- Murder by the Clock (1931)
- Gun Smoke (1931)
- His Woman (1931)

- The Westerners (1919)
- The Star Rover (1920)
- The Sagebrusher (1920)
- The Reclamation
- Pride and the Man

- Bibliothèque nationale de France: cb14700451x (data)
- International Standard Name Identifier: 0000 0000 7369 4403
- Library of Congress Control Number: n88051320
- Nationale Bibliotheek van Israël: 987007426606405171
- SNAC: w6721jgz
- Virtual International Authority File: 40920378
- WorldCat: E39PBJjxqp43Rjvr7vxVkkbyBP